# Fábrica de porcelana de Gien

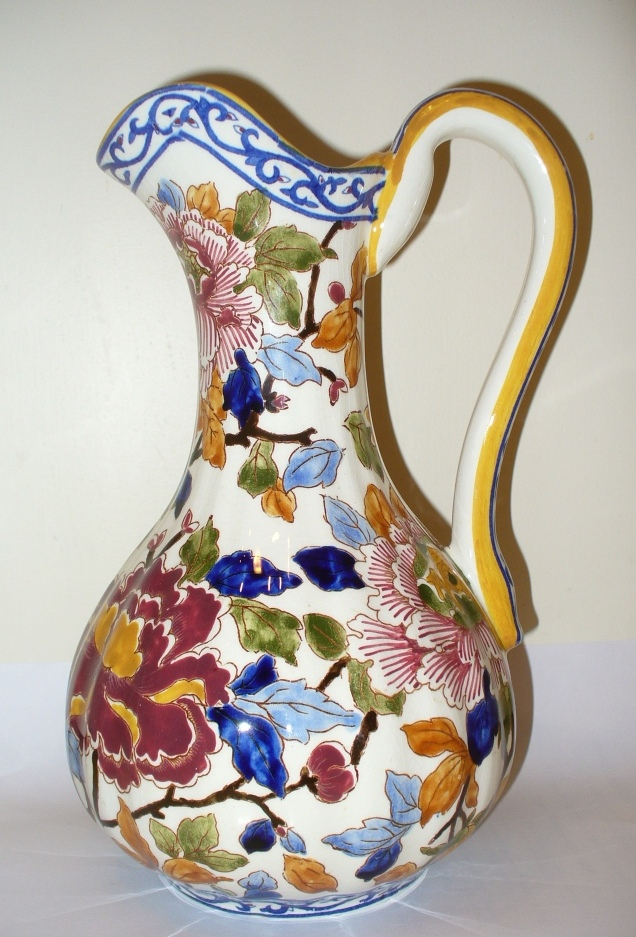
Jarra de Gien.

La fábrica de porcelana de Gien se encuentra en la localidad francesa de Gien situada en el departamento de Loiret, en la región Centro de Francia. Entre las muchas fábricas dedicadas a la cerámica y porcelana nacidas en el siglo XIX, la de Gien es una de las más renombradas.
El establecimiento de fayenza o porcelana fina de Gien se ha destacado en el arte de la imitación, y fabrica copias de modelos del pasado, a un precio asequible. Piezas únicas también han sido creadas con la ayuda de pintores decoradores de gran talento, con nuevos modelos o inspirándose en las de siglos anteriores (siglos XVII y XVIII) de otros centros europeos o del lejano Oriente.

## Historia
En el año 1821, el empresario inglés Thomas Edme Hulm, llamado «Hall» como su padre. Después de perder la fábrica de porcelana de Creil-Montereau dirigida por su familia desde 1774, adquirió terrenos y edificios del antiguo convento de la orden de los Mínimos del siglo XVI, en Gien, para instalar una nueva fábrica, de porcelana de estilo inglés, que posteriormente fue muy reconocida dentro del sector.
La compañía experimentó dificultades financieras muy rápidamente y cambió de manos varias veces durante el período 1826-1862. En 1842, la empresa, entonces llamada «Guyon Boulen & Cie», se hace cargo de su competidor local, la «Faïencerie Briare» en aquel momento en apuros financieros, perdiendo el control sobre ella un año más tarde. Entre 1864 y 1866, surgió la necesidad de dinero —en particular debido a los daños causados por la gran inundación del Loira en ese último año— y esto provocó la llegada de un nuevo socio capitalista, Jean-Félix Bapterosses comprador de la ex «Faïencerie Briare» convertida desde entonces en «Mosaicos Briare». Después de pasar por otros nombres y socios, la sociedad tomó finalmente el nombre de «Faïencerie de Gien» en 1875 con motivo de su transformación en sociedad anónima, siendo el primer presidente de administración Jean-Félix Bapterosses. Sus descendientes mantuvieron el control de la fábrica hasta 1983; Xavier Chodron de Courcel fue el último familiar en ser presidente director general.
Se decantó la producción por las piezas utilitarias y orientada hacia la elaboración de servicios de mesa, con decoración de escudos de armas de las grandes familias. La importante producción de lámparas de aceite o de petróleo fue una característica de Gien. En 1882, la compañía comenzó la fabricación paralela de azulejos para revestimientos de paredes. En este sentido, la fábrica recibió un encargo especial para el metro de París en 1906 —los conocidos azulejos biselados de 7,5 x15 cm—. La producción de azulejería continuó hasta el año 1980.

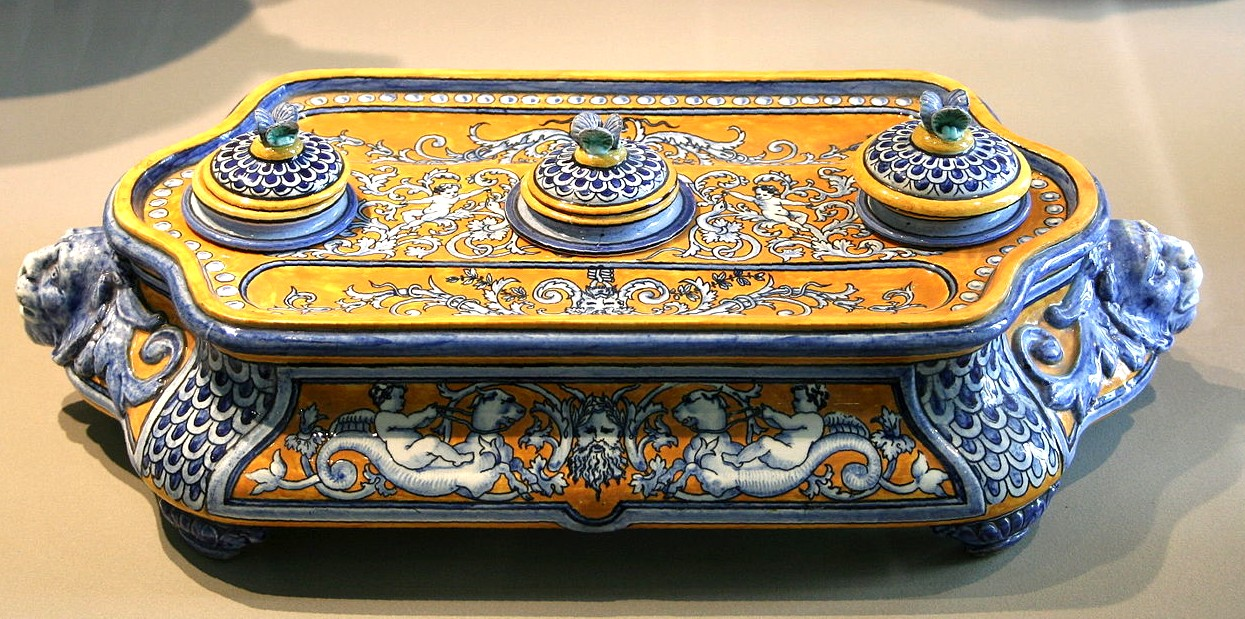
Tintero del año 1878 conservado en el Museo de Marsella.

La porcelana fina o loza de Gien desarrolló la técnica del esmalte cloisonné, nacido en Longwy en Lorena, en 1870. El punto culminante de la producción de Gien fue entre 1855 y 1900, durante este período se adjudicaron numerosos premios en las principales exposiciones internacionales, como las de 1855, 1867, 1878, 1889 y 1900.
En diciembre de 1983, la compañía se declaró en bancarrota. Fue Pierre Jeufroy quien reanudó su actividad en 1984 con 108 empleados. Se tomaron medidas drásticas en su organización, la zona de producción se redujo y se retiraron del catálogo los productos no rentables. La cerámica diseñada por artistas se utilizó para desarrollar una nueva gama de oferta más alta.

## Decoraciones
La porcelana cuenta con numerosas decoraciones inspiradas en otras obras realizadas en diversas factorías:
- los llamados «Gien» en fondo marrón, negro o azul, con decoración de la mayólica del Renacimiento italiano, de grotescos y amorcillos. Llevando a cabo una imitación en particular de los productos de Faenza, Urbino o Savona;
- los inspirados en las porcelanas de Sajonia, en forma de adornos florales, atributos musicales,  querubines finamente dibujados jugando dentro de medallones rodeados de follaje en tonos rosados o púrpura, pero también con azul lavanda;
- los llamados «cuerno de la abundancia» o de «lambriques», interpretaciones según las producciones de la loza de Ruan del siglo XVIII;
- los paisajes campestres o marítimos, inspirados en la porcelana de Marsella;
- la porcelana opaca con decoraciones impresas con diversos temas como los paisajes de la región, el Canal de Briare o el Castillo de Saint-Brisson o temas bíblicos como el Nuevo Testamento;
- la porcelana llamada inglesa, inspirada en Josiah Wedgwood, con modelos en tono blanco azulado y azul púrpura.
- los tonos azules y blancos, inspirados en la cerámica de Delft con el temario de grandes flores, pavos reales, ramajes o escenas chinesas.
- la suntuosa policromía del Lejano Oriente inspirada en la porcelana procedente de China y Japón.

|  |  |  |  |

## Museo de la cerámica
La empresa cuenta con un museo situado en las inmediaciones de los edificios de la fábrica. Se puede admirar una colección de piezas de porcelana hechas por la fábrica entre 1820 y 1920, así como la reconstrucción de un comedor que data del siglo XIX. El museo fundado en 1986, consta de tres salas. De la zona de Loiret es de los más visitados, con 18.157 visitantes en el año 2011.